# Lawrence Berkeley National Laboratory

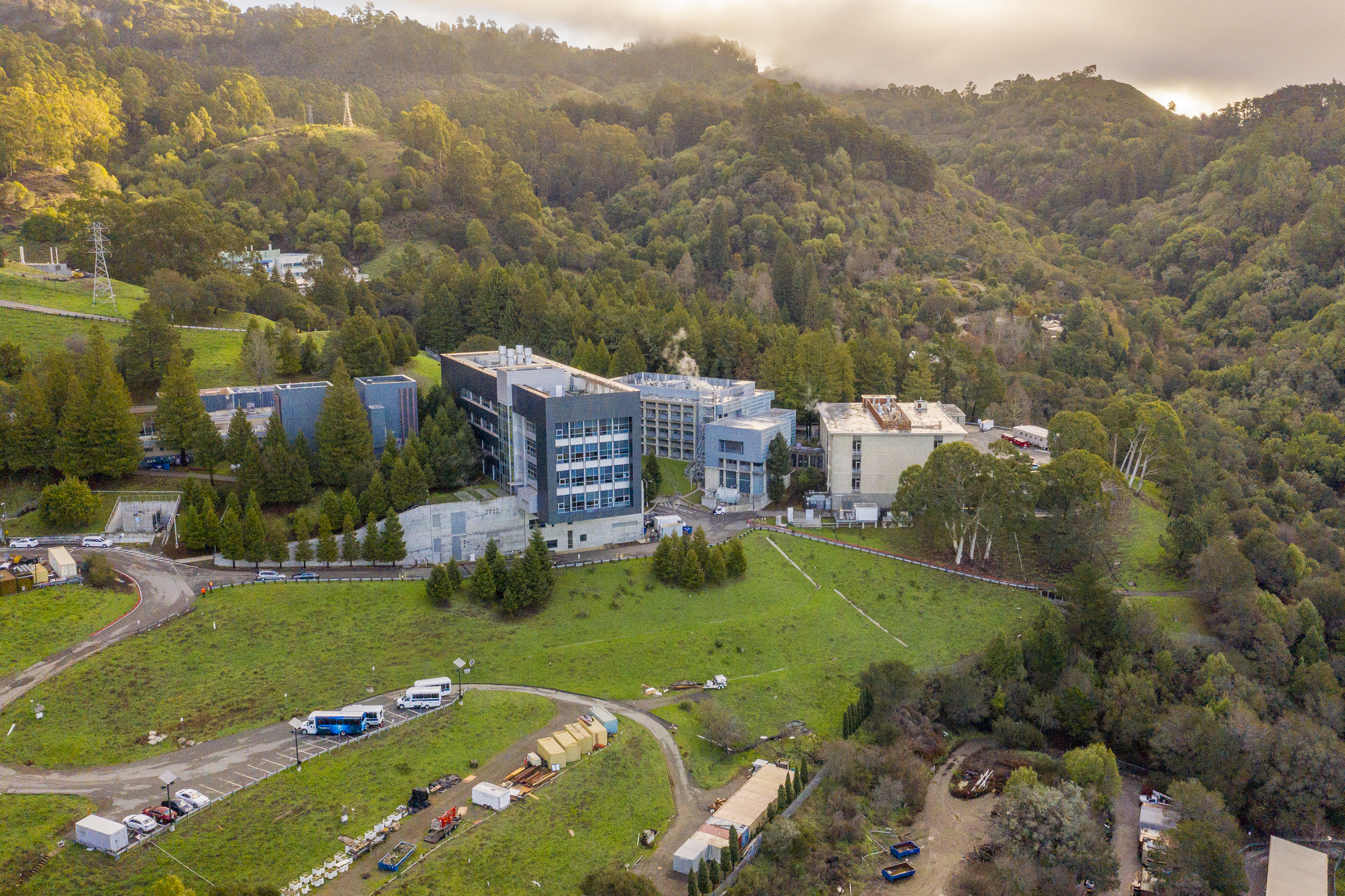
Blick auf die Gebäude 62, 67 (Molecular Foundry) und 66 des LBNL

Das Ernest Orlando Lawrence Berkeley National Laboratory (LBNL, früher auch Berkeley Radiation Laboratory; übliche Abkürzung Berkeley Lab oder LBL) ist eine Forschungseinrichtung des United States Department of Energy (US-Energieministerium) in Berkeley, Kalifornien, in dem nicht-geheime wissenschaftliche Forschung betrieben wird. Es wird von der University of California, Berkeley (UCB) geleitet. Bis 1971 hieß es gemeinsam mit dem heutigen Lawrence Livermore National Laboratory Lawrence Radiation Laboratory, benannt nach seinem Gründer Ernest Lawrence.
Das Institut besteht aus 76 Gebäuden auf einem Gelände von 0,7 km² auf den Hügeln oberhalb des Campus der UCB. Insgesamt arbeiten dort circa 4.000 Angestellte, darunter etwa 800 Studenten. Jedes Jahr sind darüber hinaus mehr als 2.000 Gastwissenschaftler am Institut tätig.
Die Einrichtung umfasst 15 Abteilungen, aufgeteilt in die Bereiche Informatik, Energie, Biologie, allgemeine Wissenschaften sowie Ressourcen und Betrieb. Es existieren darüber hinaus verschiedene Abteilungen für Computer- und technische Unterstützung.

## Direktoren
- 1931 bis 1958 Ernest Orlando Lawrence
- 1958 bis 1972 Edwin McMillan
- 1973 bis 1980 Andrew Sessler
- 1980 bis 1989 David Shirley
- 1989 bis 2003 Charles Shank
- 2004 bis 2008 Steven Chu
- 2009 bis 2015 A. Paul Alivisatos
- seit 2016 Michael Witherell

## Entdeckungen und Nobelpreise
Herausragende wissenschaftliche Ereignisse auf dem Gebiet der Physik seit dem Zweiten Weltkrieg waren die erste künstliche Erzeugung des Antiprotons und die Entdeckung mehrerer Transurane.
Die chemischen Elemente Astat, Neptunium, Plutonium, Curium, Americium, Berkelium*, Californium*, Einsteinium, Fermium, Mendelevium, Nobelium, Lawrencium*, Dubnium und Seaborgium* wurden am Berkeley Lab entdeckt. Die mit einem Stern (*) gekennzeichneten Elemente sind nach dem Berkeley Lab, dem Bundesstaat oder dort arbeitenden Wissenschaftlern benannt.
Seit seiner Gründung wurden zwölf Wissenschaftler des Berkeley Labs mit dem Nobelpreis ausgezeichnet: Ernest Lawrence, Glenn T. Seaborg, Edwin McMillan, Owen Chamberlain, Emilio Segrè, Donald A. Glaser, Melvin Calvin, Luis Walter Alvarez, Yuan T. Lee, Steven Chu, George F. Smoot und Saul Perlmutter. 
In die Schlagzeilen kam das Berkeley Lab durch die gefälschte angebliche Entdeckung des Livermorium und des Oganesson. Ein Bericht dazu wurde 1999 in der Fachzeitschrift Physical Review Letters veröffentlicht. Allerdings wurde dieser ein Jahr nach der Veröffentlichung als nicht richtig erklärt, da die darin beschriebenen Ergebnisse durch andere Wissenschaftler nicht zu reproduzieren waren. Der Direktor der Berkeley Labs gab im Juni 2002 bekannt, dass die ursprüngliche Veröffentlichung auf höchstwahrscheinlich gefälschten Daten bestand, da der Wissenschaftler Victor Ninov verdächtigt wurde, Zerfallsreihen manipuliert zu haben. Ninov erklärte daraufhin die Messapparatur für fehlerhaft und beteuerte seine Unschuld.

## FOSS
In den 1990er Jahren wurde am Lawrence Berkeley Lab das Programm FOSS (Full Options Science System) entwickelt, ein Curriculum, mit dem an Grund- und Mittelschulen Naturwissenschaften experimentbasiert und mit einfachsten Mitteln unterrichtet werden können. FOSS wurde anschließend an den Schulen vieler Bundesstaaten implementiert.